# Dodecaceria capensis
Dodecaceria capensis är en ringmaskart som beskrevs av Francis Day 1961. Dodecaceria capensis ingår i släktet Dodecaceria och familjen Cirratulidae. Inga underarter finns listade i Catalogue of Life.